# Saint-Sornin (Allier)
Saint-Sornin – miejscowość i gmina we Francji, w regionie Owernia-Rodan-Alpy, w departamencie Allier.

## Demografia
Według danych na rok 1990 gminę zamieszkiwało 210 osób, a gęstość zaludnienia wynosiła 11 osób/km². W styczniu 2015 r. Saint-Sornin zamieszkiwało 240 osób, przy gęstości zaludnienia wynoszącej 12,6 osób/km².